# Sayed Sadaat
 (septembre 2021).
Sayed Sadaat est un homme politique afghan, réfugié en Allemagne depuis 2020.

## Biographie
Sayed Sadaat est diplômé en informatique et télécommunications. Ministre des Communications de 2016 à 2018, il démissionne par refus de la corruption au sein du gouvernement afghan. Deux ans plus tard, il s'exile et choisit l'Allemagne, en dépit du fait qu'il possède la nationalité britannique. Il s'installe à Leipzig à l'automne 2020. Ne pouvant pas prétendre au statut de réfugié, il gagne sa vie comme livreur de repas à domicile.